# Lennart Wallmark
Lennart Gustav Fredrik Wallmark,  född den 14 maj 1910 i Dorotea, död den 15 september 1994 i Lycksele, var en svensk präst och folkhögskolerektor.

## Biografi
Lennart Wallmark var son till landsfiskalen Fredrik Wallmark och Sigrid Wallmark. Han studerade teologi vid Uppsala universitet och prästvigdes 1941. Han var 1942–1972 rektor för Samernas folkhögskola i Jokkmokk och fungerade också som präst, framför allt vid andakter på folkhögskolan. Han var därefter komminister i Åsele församling och från 1973 till sin pensionering 1977 kyrkoherde i Häggenås församling.
Lennart Wallmark var starkt engagerad för samernas sak. Han byggde upp Samernas folkhögskola från grunden och reagerade mot de omfattande vattenregleringarna och kraftutbyggnaderna, vilka inkräktade på renskötseln. Han verkade för att Same Ätnam skulle erkännas som representation för samerna och var också en av grundarna av Svenska Samernas Riksförbund. Han tilldelades Hazeliusmedaljen samt Franzénpriset från domkapitlet i Härnösand för sina insatser för samerna. Wallmark är begravd på Dorotea kyrkogård.